# قراصنة بوش

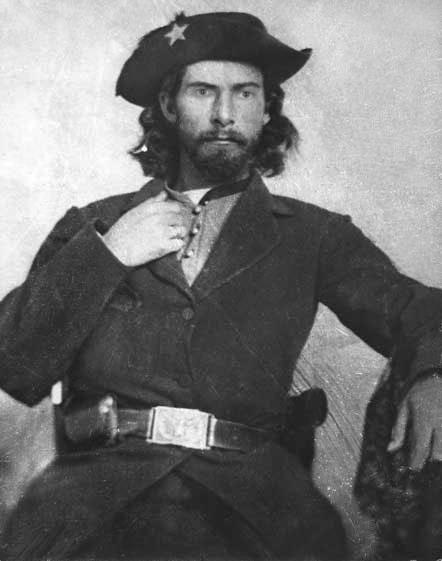
أحد رجال قراصنة بوش بيل أندرسون

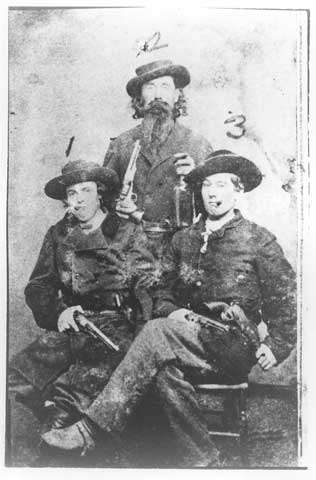
ثلاثة من قراصنة بوش بما في ذلك ديف بركة في الوسط.

الدَّاغِر أو قراصنة بوش كانت شكلاً من أشكال حرب العصابات التي كانت شائعة خلال الحرب الثورية الأمريكية والحرب الأهلية الأمريكية وغيرها من النزاعات التي كانت توجد فيها مساحات شاسعة من الأراضي المتنازع عليها وعدد قليل من الموارد الحكومية للسيطرة على هذه المناطق. كان هذا سائداً بشكل خاص في المناطق الريفية خلال الحرب الأهلية حيث كانت هناك انقسامات حادة بين من يفضلون الاتحاد والكونفدرالية في النزاع. وقد أطلق على مرتكبي هذه الهجمات قراصنة الحشيش. 
كان قراصنة بوش بشكل عام جزءًا من القوات العسكرية غير النظامية على كلا الجانبين. في الوقت التي نفذت هذه القوات غارات منظمة تنظيما جيدا ضد الجيش، فإن أكثر الهجمات كانت رهيبة حيث شملت كمائن لأفراد أو أسر في المناطق الريفية، وكانت الإجراءات مثيرة للاشمئزاز بشكل خاص لأنها كانت ترقى في كثير من الأحيان إلى القتال بين الجيران، وغالبًا ما تتم تسوية الحسابات الشخصية. نظرًا لأن الهجمات كانت غير رسمية، فقد كان رد فعل الحكومة معقدًا من خلال محاولة تحديد ما إذا كانت تلك الهجمات عسكرية ومشروعة أو أعمالًا إجرامية أو إرهابية.

## جايهاكرزالاتحاد وقراصنة بوش الكونفدراليون
تحول مصطلح «مهاجمي الأدغال» إلى استخدام على نطاق واسع خلال الحرب الأهلية الأمريكية (1861-1865). وأصبح مرتبطًا بشكل خاص بالمقاتلين الانفصاليين الموالين للكونفدرالية في ميسوري، حيث كانت هذه الحرب أكثر حدة. كما دمرت حرب العصابات كنتاكي وتينيسي وشمال جورجيا وأركنساس وغرب فرجينيا (بما في ذلك ولاية وست فرجينيا الجديدة)، ومن بين مواقع أخرى. تم تشغيل فرقتين في كاليفورنيا في عام 1864.
في نفس الوقت أطلق على مقاتلي حرب العصابات المؤيدين للاتحاد في كانساس اسم «جايهاكرز». حيث كانوا متورطين في غارات عبر الحدود في ميسوري. في بعض المناطق، وخاصة المناطق الآبالاش تينيسي ونورث كارولينا، واستخدم سكان جنوب ألاباما الاسم بالطريقة نفسها.

## الحرس الحزبي
في معظم المناطق، كانت الحرب غير النظامية تعمل كمساعد للعمليات العسكرية التقليدية. كان العنوان الذي تبنته الحكومة الكونفدرالية في التصريح رسمياً بمثل هؤلاء المتمردين «حارسًا حزبيًا». واحد منهم كان العقيد جون سينجلتون موسبي، الذي نفذ غارات على قوات الاتحاد في وادي شيناندواه وشمال فرجينيا.

## جيسي جيمس

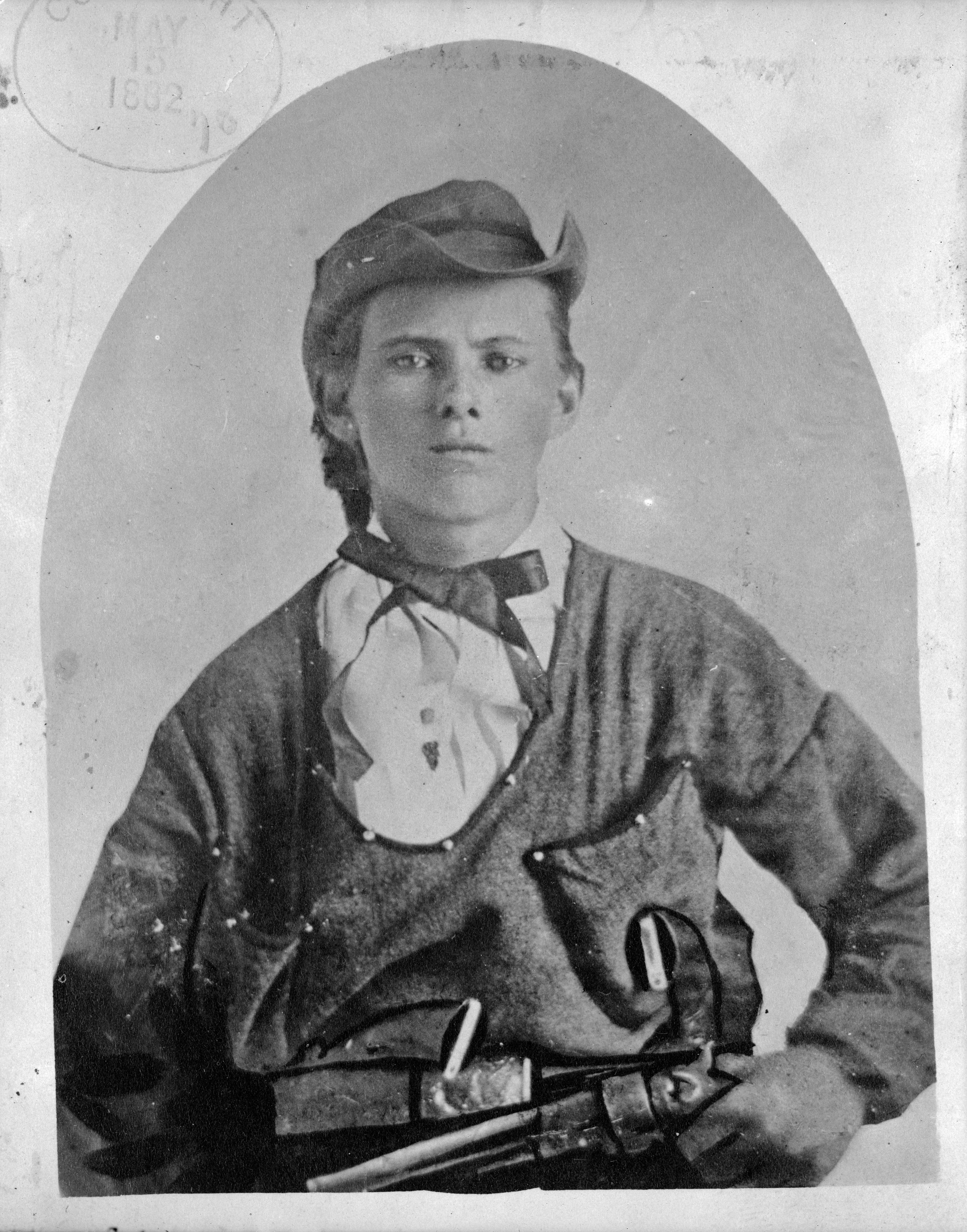
جيسي جيمس (يبلغ من العمر حوالي 16 عامًا)، وهو من هواة المشي في الأدغال بولاية ميسوري.

شكلا حرب العصابات في ميسوري، من نواح كثيرة، حربًا أهلية داخل الحرب الأهلية. بدأ جيسي جيمس في القتال كمتمرد في عام 1864. وخلال أشهر من القتال العنيف، كان قد قاتل فقط من ميزوري أفواج ميسوري للقوات الأمريكية المتطوعة، إلى جانب ميليشيات الدولة، وايضا المدنيين الاتحاديين غير المسلحين. حدثت الحالة الفردية المؤكدة لتبادل إطلاق النار مع القوات الفيدرالية من ولاية أخرى بعد شهر من استسلام الجنرال الكونفدرالي روبرت لي، عام 1865، خلال مواجهة شبه قاتلة مع سلاح الفرسان في ويسكونسن. خلال الحرب، تم القبض على والدة جيمس وأخته وتعذيب زوج والدته ونفي عائلته مؤقتًا من ميسوري على أيدي رجال الدولة.

## الأعمال الوحشية
تصاعد الصراع مع قراصنة بوش الكونفدراليون بسرعة إلى سلسلة من الفظائع التي ارتكبها الجانبان. قامت قوات الاتحاد في كثير من الأحيان بإعدام أو تعذيب المشتبه بهم دون محاكمة، وأحرقت منازل المشتبه في أنهم من المقاتلين وأولئك الذين يشتبه في مساعدتهم أو إيوائهم. في حالة الاشتباه في الحصول على أوراق اعتماد لاعمال القرصنة من الكونفداليين كان يتم في الغالب إعدام القرصان المتهم، كما في حالة الملازم أول. فريسبي مكولو بعد معركة كيركسفيل.

## روابط خارجية
- مذبحة سينتراليا وإعادة تشريع المعركة
- Autobiography of Samuel S. Hildebrand, the renowned Missouri "bushwhacker" ... being his complete confession.